# Pic Bazillac
Pic Bazillac lub Pointe Bazillac – szczyt w Pirenejach. Leży na granicy między Francją (departament Pireneje Wysokie) a Hiszpanią (prowincja Huesca, w regionie Aragonia). Należy do podgrupy Ordesa i Monte Perdido w Pirenejach Centralnych.
Pierwszego wejścia dokonali Jean Bazillac i Célestin Passet w 1887 r.